# 駐美中華總會館

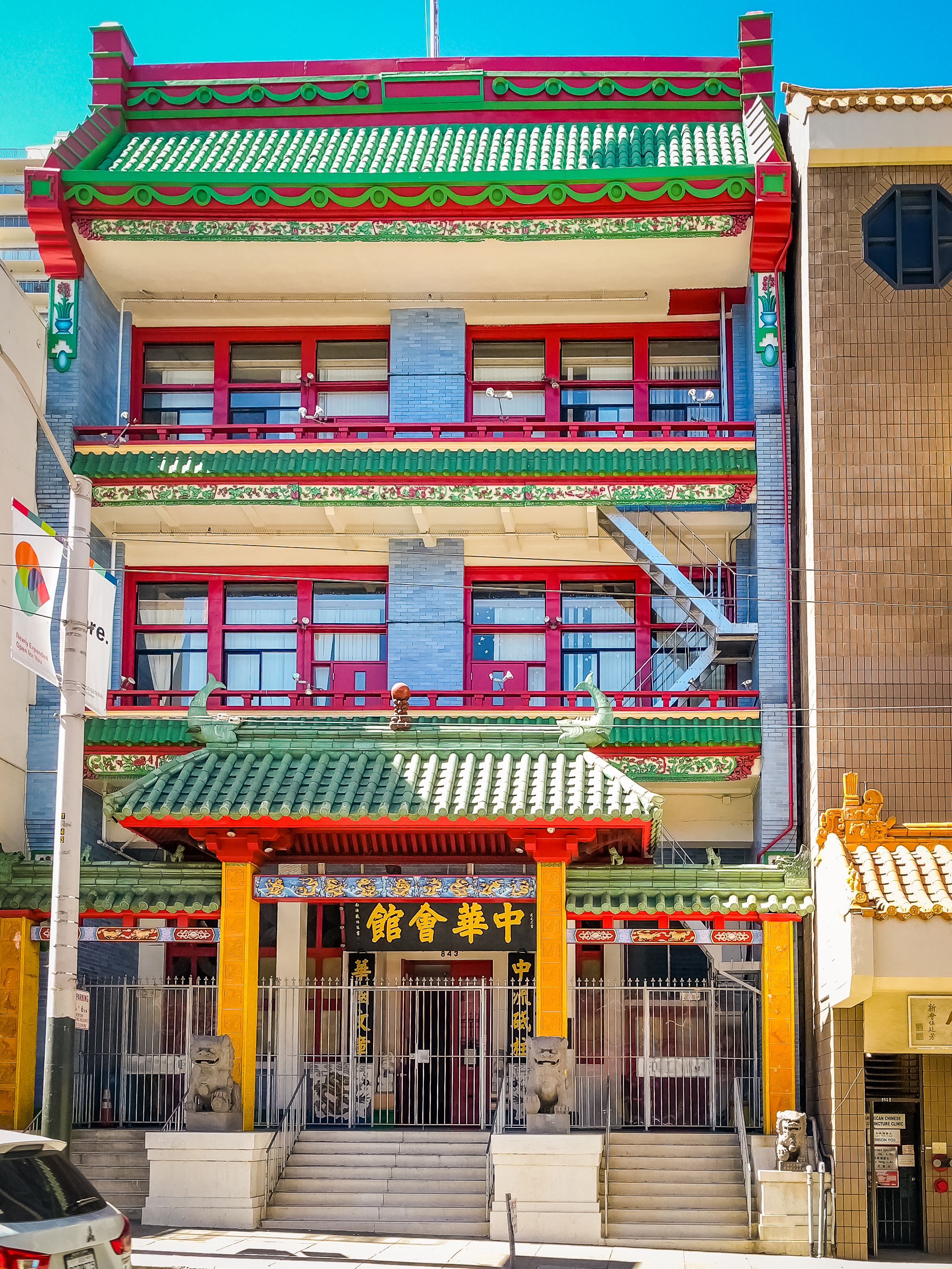
2016年的駐美中華總會館

駐美中華總會館（英語：Chinese Consolidated Benevolent Association；）位於美國舊金山，是加州美國華僑的最高機構。

## 简介
中華總會館是美國華僑的最高機構，成立於1854年。當時，美國華僑在加利福尼亞州成立的會館已經有六所，遂聯合主辦洋務，稱為「六大公司」。1862年，更名為「中華公所」。1876年，肇慶會館成立，六大會館增為七大會館，「中華公所」亦同時更名為「中華會館」。1901年1月25日，正式向加利福尼亞州政府立案為中華總會館。其章程在1930年進行了修改。
中華會館現採商董制，由七大會館直接選派。其中，寧陽總會館（台山籍）廿七名、肇慶總會館八名、合和總會館（台山及開平籍）六名、岡州總會館（新會及鶴山籍）五名、陽和總會館（中山籍）五名、三邑總會館（南番順籍）三名、人和總會館（客家籍）一名。七大會館的主席組成主席團，以總董為主席團主席，並設有通事（舊稱「出番」）一名。總董每兩個月輪值一次，寧陽總會館主席擔任元二、五六、九十月，其餘則由六大會館輪流擔任；通事每隔一年由寧陽總會館選派，其餘則由各大會館輪流派任。
中華總會館章程規定，该会馆负责下列任務：
一、華僑個人或其事業受到歧視及不公平待遇時當依法力爭。

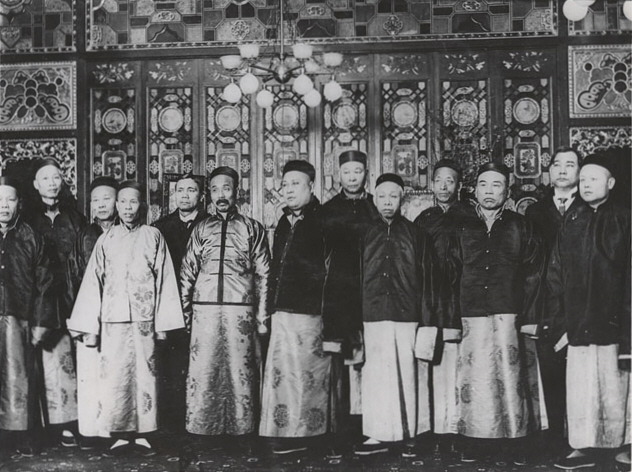
六大公司的官員

二、華僑於入境或出境遭移民官無理留難時，負責協助解除其困難。

三、華僑相互間因財政或其他事故有爭執事端時，力排解之。

四、負責主理華僑子弟中文教育事務。

五、掌理華僑醫院與其他慈善事項。

六、辦理一切華僑公益事項（在1913年和平會成立前處理堂口糾紛，1910年商會成立前兼理商務）。
如今，在上述六項任務中，前三項該會館已難負擔，後三項以外，還應加上鼓勵華人參政，支持民主選舉。

## 外部鏈結
- （页面存档备份，存于）